# Asfarviride
Asfarviridele (Asfarviridae, acronim de la African Swine Fever And Related viruses) este o  familie de virusuri sferice, cu contur hexagonal sau pleomorfe (diametru 175-215 nm). Capsida icosaedrică este complexă fiind formată din 1892-2172 capsomere cu diametrul de 13 nm, care au o bază hexagonală cu o cavitate centrală; prezintă o regiune centrală (core), care conține genomul, delimitată de o matrice proteică. Învelișul viral este format din două membrane de natură lipoproteică. Lipidele prezente în înveliș sunt derivate din membrana plasmatică a celulei-gazdă, fiind preluate în faza de maturare a virionului. Virionii intracelulari nu sunt acoperiți de înveliș viral, care se formează numai după ce aceștia migrează la periferia celulei spre membrana plasmatică, părăsind celula prin înmugurire. Genomul este alcătuit dintr-o singură moleculă de ADN dublu catenară (170-190 kbp) care prezintă secvențe terminale complementare, repetate invers, în tandem. Nucleotidele de ADN au legături finale covalente închise și codează până la 200 de proteine structurale și nestructurale, dintre care cel puțin 34 sunt proteine structurale. Particula virală matură este lipsită de proprietăți hemaglutinante. În imaginile electronomicroscopice se poate observa virusul atașat de eritrocite, distingându-se forma sa caracteristică.
Familie conține un singur gen, Asfivirus, cu  o singură specia, virusul pestei porcine africane (African swine fever virus). Virusul infectează porcinele la care are afinitate pentru monocite și macrofage, producând o boală infecțioasă foarte contagioasă, pesta porcină africană (febra hemoragică africană), care afectează porcinele indiferent de vârstă și stare de întreținere și evoluează obișnuit cu forme supraacute și acute în focarele noi de boală și cu forme subacute, cronice, până la atipice în focarele vechi. Clinic boala se manifestă prin hipertermie presimptomatică, după care apar tulburări grave respiratorii, digestive și nervoase, iar anatomopatologic, în principal prin leziuni hemoragice intense. Virusul se transmite prin căpușe și este prezent în Africa și în sudul Europei, inclusiv în România și Republica Moldova. Faustovirusul (Faustovirus), un virus neclasificat în prezent, este uneori inclus în  această familie.

## Legături externe
- ICTV Online (10th) Report: Asfarviridae[nefuncțională]
- Asfarviridae la Medical Subject Headings (MeSH), de la Biblioteca Națională de Medicină din Statele Unite
- ICTVdb
- Viralzone: Asfarviridae